# Papaveraceae
Familia Papaveraceae face parte din Ordinul Papaverales. Caractristicile acestor plante sunt:
- Prezența canalelor laticifere;
- Floarea
  - Caliciul prezintă două sepale caduce;
  - Corola este formată în majoritatea cazurilor din 4 petale;
  - Staminele sunt variabile ca număr sau în unele cazuri sunt reduse la doar două.
- Ovarul are un număr variabil de carpele

Plantele din această familie au următoarea formulă florală: K2 C2+2A∞-4G(∞-2)

## Alte genuri
- Adlumia
- Argemone
- Bocconia
- Cathcartia
- Corydalis
- Dendromecon
- Dicentra
- Eschscholzia
- Hesperomecon
- Hunnemannia
- Hypecoum
- Macleaya
- Meconopsis
- Platystemon
- Roemeria
- Sanguinaria
- Passiflora
- Phytolacca